# Lucerna ad aria infiammabile
La lucerna ad aria infiammabile, detta anche lampada perpetua di Volta, è una lampada funzionante a gas infiammabile, e dotata di un'accensione elettrica, mediante la scintilla prodotta da un piccolo elettroforo. Si tratta di un apparecchio creato da Alessandro Volta durante i suoi studi sulle "arie infiammabili", metano ed idrogeno, scoperte dallo stesso Volta intorno al 1776.

## Storia
Nel gennaio del 1777 Volta,dopo essere riuscito ad accendere l'aria infiammabile con la scintilla provocata da una pietra focaia, costruì una pistola elettroflogopneumatica che sparava un proiettile sferico tramite l'accensione dell'aria infiammabile. 

Successivamente decise di realizzare un apparecchio che fosse un'applicazione più utile dell'aria infiammabile: "che dilettevole senza meno, ma forse anche utile in qualche modo riuscir debba" scrive Volta. L'idea gli venne durante un colloquio con l'amico padre Campi a cui la mostrò in disegno mentre la perfezionava.

## Funzionamento
La lucerna è composta da un bulbo di vetro e da un sistema di accensione che provocava una scintilla attraverso un elettroforo perpetuo.

Tuttavia l'autonomia anche delle migliori lampade costruite era molto limitata. Lo stesso Volta scrisse che «vi volevano molti boccali di quest'aria, e de' recipienti proporzionati, per mantenere una languida fiammella sol poche ore» decise perciò di riconvertire la scoperta in un accendi-lume, «che è una macchinetta assai comoda, ed elegante».